# Гілашвілі Павло Георгійович
Павло Георгійович Гілашвілі (нар. 2 травня 1918, Тифліс, тепер Тбілісі, Грузія — 1 жовтня 1994, Тбілісі) — радянський грузинський державний діяч, голова Президії Верховної Ради Грузинської РСР, 1-й секретар Тбіліського міського комітету КП Грузії, голова Ради міністрів Абхазької АРСР. Член Центральної Ревізійної комісії КПРС у 1976—1989 роках. Депутат Верховної Ради Грузинської РСР. Депутат Верховної Ради СРСР 8—11-го скликань, заступник голови Президії Верховної Ради СРСР у 1976—1989 роках. 

## Життєпис
Народився в родині службовця.
У 1934—1937 роках — слюсар-інструментальник Тбіліського паровозовагоноремонтного заводу Грузинської РСР.
З 1937 року — на комсомольській роботі. У 1938—1939 роках — 1-й секретар районного комітету ЛКСМ Грузії.
Член ВКП(б) з 1939 року.
У 1939—1945 роках — у Червоній армії, учасник німецько-радянської війни.
У 1945—1953 роках — завідувач відділу ЦК ЛКСМ Грузії; 2-й секретар, 1-й секретар районного комітету КП(б) Грузії; секретар Тбіліського міського комітету КП(б) Грузії.
У 1953—1954 роках — 1-й секретар Сталінірського (Цхінвальського) міського комітету КП Грузії.
У 1954—1957 роках — завідувач адміністративного відділу ЦК КП Грузії.
У 1956 році закінчив заочно Вищу партійну школу при ЦК КПРС.
У 1957—1958 роках — 1-й секретар Руставського міського комітету КП Грузії.
У 1958—1967 роках — інструктор ЦК КПРС.
У травні 1967 — 1972 року — голова Ради міністрів Абхазької АРСР.
У 1972 — січні 1976 року — 1-й секретар Тбіліського міського комітету КП Грузії.
26 січня 1976 — 29 березня 1989 року — голова Президії Верховної Ради Грузинської РСР.
З березня 1989 року — персональний пенсіонер союзного значення в місті Тбілісі.

## Нагороди
- орден Леніна (6.04.1981)
- два ордени Жовтневої Революції (27.08.1971; 10.03.1976)
- орден Дружби народів (29.04.1988)
- орден «Знак Пошани» (22.03.1966)
- орден Червоної Зірки (.11.1943)
- медалі